# Institut polytechnique des sciences avancées
O Institut polytechnique des sciences avancées (IPSA) é uma escola de engenharia aeronáutica e engenharia aeroespacial francesa.. É uma instituição de ensino superior privada, localizada nas cidades de Ivry-sur-Seine (departamento de Val-de-Marne, periferia sul de Paris), Toulouse, Lyon e Marselha. Faz parte do IONIS Education Group.
O IPSA é habilitado a conceder diplomas de engenheiro desde 2011.

## História
O Institut polytechnique des sciences appliquées foi criado em 1961 por Michel Cazin, Maurice Pradier e Paul Lefort, três engenheiros que vieram do setor de aviação e se estabeleceram em Paris. Em 2001, o nome foi alterado para Institut polytechnique des sciences avancées. Em 2007 abriu uma filial em Toulouse, abrigada da importante indústria aeronáutica da região.
O governo francês reconheceu o título de "Especialista em engenharia de sistemas aeronáuticos e espaciais" aos graduados da escola em 2005 e, em 2011, a Commission des titres d'ingénieur autorizou o instituto a conceder o título de engenheiro. Os primeiros diplomados desta engenharia concluíram os seus estudos no final do ano letivo 2013-2014. A escola oferece um ciclo preparatório de dois anos e um ciclo avançado de especialização de três anos em: "Sistemas de telecomunicações", "Computação de bordo", "Sistemas eletromecânicos", "Mecânica e estruturas" e "Energia e propulsão". Os graduados saem da escola com o título oficial de "Expert en ingénierie des systèmes aéronautiques et spatiaux".
Desde 2017, a escola também oferece um Bacharelado em Aeronáutica e uma escola de verão.

## Alunos notáveis
A Universidade conta entre seus alunos as nadadoras sincronizadas francesas Charlotte e Laura Tremble (turma de 2025).  ·  · 

## Graduados famosos
- Éric Boullier (1999), engenheiro e dirigente esportivo francês
- Julien Simon-Chautemps (2002), engenheiro francês especializado em esportes motorizados